# Colletes furfuraceus
Colletes furfuraceus är en biart som beskrevs av Holmberg 1886. Colletes furfuraceus ingår i släktet sidenbin, och familjen korttungebin. Inga underarter finns listade i Catalogue of Life.